# Adalbert z Eppensteinu
Adalbert z Eppensteinu (asi 980 – 29. listopadu 1039 Ebersberg) byl korutanský vévoda a veronský markrabě v letech 1011/12–1035.

## Život
Narodil se jako syn bavorského hraběte Markvarta z Eppensteinu, který se okolo roku 970 oženil s Hadmud, dcerou hraběte Adalbera z Ebersbergu. Markvart vládl ve štýrském markrabství. Kolem roku 1000 usedl Adalbert na štýrský markrabský stolec. Za ženu si vzal Beatrix, pravděpodobnou dceru švábského vévody Heřmana II. z dynastie Konradinů.
Když v roce 1011 zemřel korutanský vévoda Konrád I., uvolnilo se místo na korutanském vévodském stolci, jež za podpory římského krále Jindřicha II. obsadil Adalbert. Syn bývalého vévody Konráda Konrád totiž ještě v té době nenabyl plnoletosti, aby mohl převzít vládu. Adalbertovy državy se tak skládaly z kraňského markrabství, vindické marky a většiny území veronské marky, rozpínající se od Trentina po řeku Soču.
Situace se začala měnit, když ottonská dynastie vymřela smrtí císaře Jindřicha II. V roce 1024 byl za jeho nástupce zvolen sálský Konrád II. Zpočátku se Adalbert snažil navázat s Konrádem II. dobré vztahy, dokonce působil jako císařův mečník na synodě roku 1027 ve Frankfurtu a i během korunovace Konrádova syna Jindřicha III. na římského krále v Cáchách o Velikonocích roku 1028. Na dvorském shromáždění dne 18. května 1035 byl však vévoda Adalbert donucen se vzdát všech svých úřadů a lén.
Freisingský biskup Egilbert, rádce Konrádova syna Jindřicha III., nicméně doporučil knížatům a samotnému Jindřichovi, aby rozsudek neuznal. Navzdory tomu Adalbert ztratil korutanské vévodství a marku, ačkoli vévodství zůstalo prázdné až do 2. února 1036. Následně Adalbert zahájil mstivou kampaň proti velmožům věrným Sálským v Korutanech, přičemž zavraždil hraběte Viléma z Freisachu, manžela Emy z Gurku. Nakonec se uchýlil na bavorské panství své matky v Ebersbergu, kde v roce 1039 zemřel.

## Rodina
Adalbert se oženil s Beatrix Švábskou (zemřela 23. února po roce 1125), pravděpodobnou dcerou Heřmana II. Švábského. Spolu měli tyto potomky:
- Markvart IV. z Eppensteinu († 1076), vévoda korutanský
- Adalbert z Eppensteinu, bamberský biskup mezi lety 1053–1057
- Willibirg (?), vdala se za Otakara I. Štýrského